# Famagusta

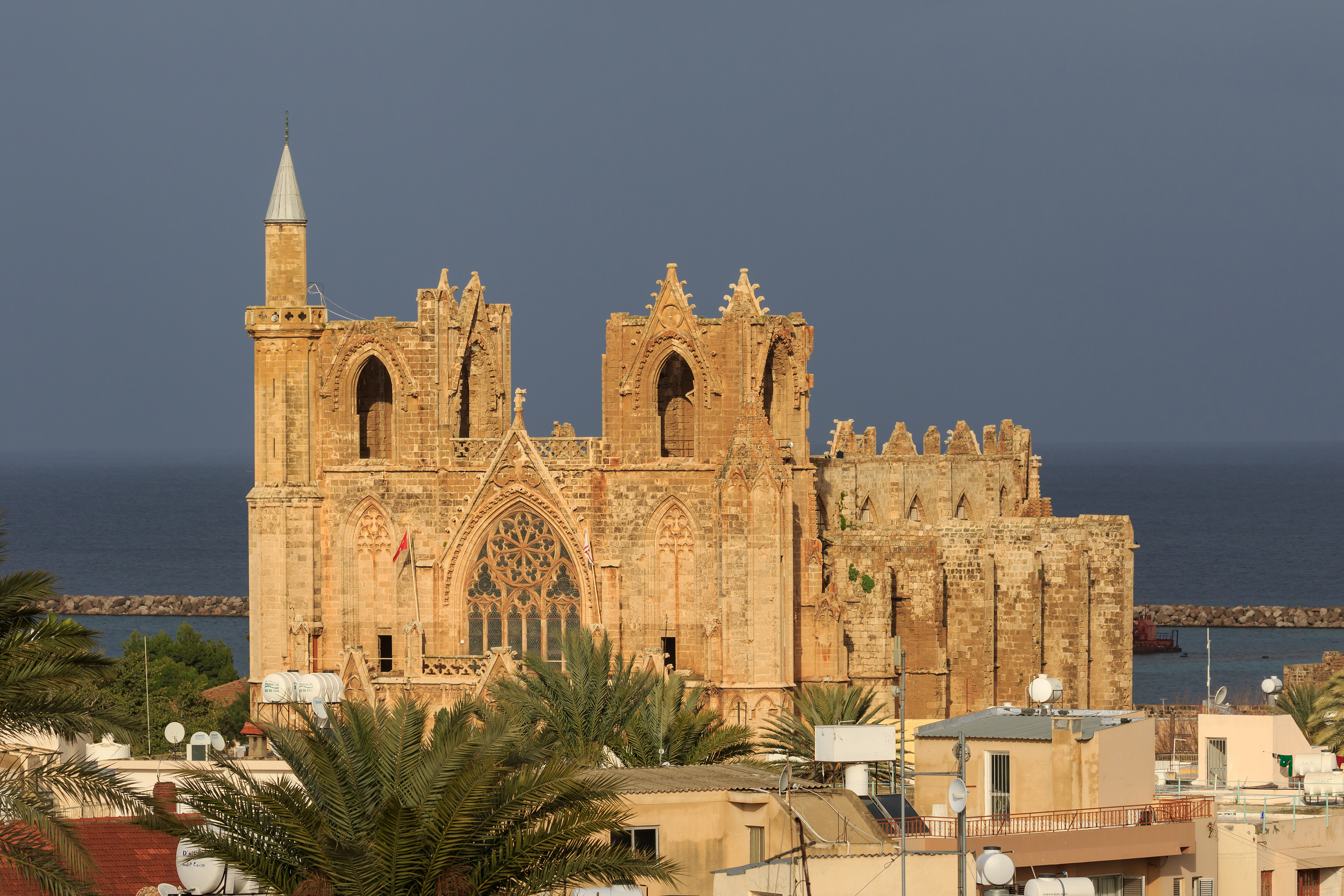
Meczet Lala Mustafa Paszy, dawniej katedra św. Mikołaja – największa średniowieczna budowla w Famaguście

Famagusta (gr. Αμμόχωστος, tur. Gazimağusa lub Mağusa) – miasto w Tureckiej Republice Cypru Północnego oraz Republice Cypryjskiej. Stolica północnocypryjskiego dystryktu Famagusta oraz formalna stolica cypryjskiego dystryktu Famagusta. Położona jest we wschodniej części Cypru, na nizinie Mesaria, nad zatoką Famagusta (Morze Śródziemne). Zamieszkuje ją 40 920 osób (2011).

## Historia
Została założona w III w. p.n.e. przez egipskich Ptolemeuszów a była zdobyta w 1191 przez krzyżowców, w XIII w. Famagusta była miejscem schronienia chrześcijańskich uciekinierów po opanowaniu 1291 Akki w Palestynie przez muzułmanów, wkrótce rozwinęła się w jedno z najbogatszych miast Lewantu. W latach 1376–1464 należała do Genui, od 1487 do 1 sierpnia 1571 do Wenecji, następnie w imperium osmańskim. Natomiast w latach 1878–1960 w brytyjskim protektoracie Cypru. W czasie II wojny światowej brytyjska baza morska, po 1974 (inwazja turecka na Cypr) została włączona do tureckiej części Cypru. Opuszczona została wówczas dzielnica Warosia.
Famagusta jest ośrodkiem przemysłu spożywczego (gł. przetwórstwo owoców), włókienniczego i skórzanego oraz metalowego. Jest dużym ośrodkiem turystycznym, portem handlowym i bazą rybacką oraz kąpieliskiem morskim. Ma połączenie drogą samochodową z Nikozją i Limassolem.

## Sport
- Anorthosis Famagusta – klub piłkarski
- Anorthosis Famagusta – klub piłki siatkowej kobiet
- Anorthosis Famagusta – klub piłki siatkowej mężczyzn

(wszystkie z siedzibą w Larnace)

## Miasta partnerskie
- Izmir, Turcja
- Patras, Grecja
- Struga, Macedonia Północna